# Suicidio quantistico
Il suicidio quantistico è un esperimento mentale nell'ambito della meccanica quantistica.
Fu proposto in maniera indipendente da Hans Moravec nel 1987 e da Bruno Marchal nel 1988, per poi essere ripreso e sviluppato da Max Tegmark nel 1998. L'esperimento cerca di distinguere l'interpretazione di Copenaghen e quella a molti mondi di Hugh Everett III attraverso una variazione dell'esperimento del gatto congetturato da Erwin Schrödinger nel 1935.
Esso consiste, in sintesi, nell'esaminare l'esperimento del gatto di Schrödinger dal punto di vista del gatto. Dall'esperimento è stata ricavata una speculazione metafisica sull'immortalità quantistica, secondo la quale l'interpretazione multi-mondo della meccanica quantistica implica l'immortalità degli esseri autocoscienti.

## Spiegazione
Un ricercatore si siede di fronte a una pistola carica, il cui grilletto è azionato, oppure no, a seconda del decadimento di alcuni atomi radioattivi.

### Prove ripetute dell'esperimento
In ciascuna prova dell'esperimento esiste una possibilità del 50% che la pistola faccia fuoco e che il ricercatore muoia.
In accordo con l'interpretazione di Copenaghen, c'è una probabilità del 50% che il ricercatore muoia o che continui a vivere.
Se invece si considera l'interpretazione multi-mondo della meccanica quantistica, allora a ogni prova dell'esperimento il ricercatore sarà "sdoppiato" in un mondo in cui continua a vivere e uno in cui muore. Dopo una serie di prove esisteranno molti mondi e il ricercatore cesserà effettivamente di esistere in quelli in cui egli muore.

### Il punto di vista del ricercatore
Tuttavia, dal punto di vista delle copie rimaste in vita del ricercatore, l'esperimento continuerà a oltranza senza che egli ne rimanga ucciso, dal momento che a ogni biforcazione sarà in grado di osservare il risultato della prova soltanto nel mondo in cui sarà sopravvissuto a essa e, se la teoria quantistica multi-mondo è corretta, le copie sopravvissute del ricercatore noteranno l'impossibilità di rimanere uccisi nell'esperimento e proveranno a loro stesse di essere "soggettivamente invulnerabili".

### Bomba atomica
Un altro esempio è quello in cui il ricercatore si fa esplodere accanto una bomba nucleare. Sebbene in quasi tutti i multi-mondi possibili l'esplosione nucleare ridurrà in polvere lo sperimentatore, esisterà comunque un piccolo numero di universi alternativi nel quale egli riesce in qualche modo a sopravvivere (ad esempio, grazie a un guasto tecnico oppure a qualche scenario "miracoloso").
Per quanto pochi potranno essere i mondi nei quali lo sperimentatore rimane in vita, ne esisterà sempre e comunque qualcuno.

### Immortalità quantistica
L'idea dietro all'immortalità quantistica è che lo sperimentatore rimarrà vivo e in grado di esperire almeno uno tra gli universi nei quali persiste.

#### Assunti da fare e controversie
Coloro che sostengono questa teoria chiariscono che, sebbene essa sia altamente speculativa, non viola nessuna legge fisica conosciuta; perché funzioni è comunque necessario che:
1. L'interpretazione multi-mondo della meccanica quantistica (MWI) sia corretta.
2. Tutti gli scenari nei quali lo sperimentatore (o un'altra entità oggetto dello stesso esperimento) muore contengano comunque un numero qualsivoglia piccolo di sotto-scenari nei quali continua a vivere.
3. Non morire un certo numero finito di volte equivalga a immortalità.
4. La coscienza e l'abilità di osservare cessino permanentemente al fuoco della pistola.

#### Spiegazione
Se l'interpretazione multi-mondo della MQ è corretta, il numero delle copie sopravvissute dello sperimentatore diminuirà del 50% a ogni prova pur senza mai giungere a zero continuando all'infinito il percorso o viaggio dimensionale.